# Yumi Adachi
Pour les articles homonymes, voir Adachi (homonymie).
Yumi Adachi (安達 祐 実, Adachi Yumi), née Yumi Hasegawa (長谷川 祐実, Hasegawa Yumi) le 14 septembre 1981 à Taitō (Tokyo), est une actrice, mannequin et chanteuse japonaise.
Yumi Adachi est mariée avec l'acteur Jun Itoda (ja).

## Filmographie partielle

### Au cinéma
- 1993 : Rex Kyōryū Monogatari (REX 恐竜物語?)
- 1994 : Hero Interview (ヒーローインタビュー, Hīrō intabyū?)
- 1994 : Ie naki ko (家なき子?)
- 1995 : Adieu, Nostradamus ! (ルパン三世　くたばれ！ノストラダムス, Rupan sansei: kutabare! Nosutoradamusu?)
- 1997 : Star Kid : Mika
- 1997 : Kikansha Sensei (機関車先生?)
- 1998 : Ohaka ga nai! (お墓がない！?)
- 1999 : Wakkanai hatsu Manabiza (稚内発　学び座?)
- 2000 : Kaze o mita shōnen (風を見た少年?) : Amon (voix)
- 2004 : Densetsu no wani Jeiku (伝説のワニ　ジェイク?)
- 2005 : Loft (ロフト, Rofuto) de Kiyoshi Kurosawa : Aya
- 2006 : Kiraware Matsuko no isshô
- 2008 : Hitorimake
- 2009 : Yôjû mameshiba (幼獣マメシバ-?) : Karen
- 2010 : Kyôretsu môretsu! Kodai shôjo Dogu-chan matsuri! Supesharu mûbî edishon
- 2013 : Tokyo teyande
- 2014 : No no nanananoka
- 2014 : Hanayoi dôchû
- 2015 : ST: Aka to Shiro no Sôsa File the Movie
- 2015 : Ouhi no yakata
- 2016 : Tokyo Decibels